# 穆罕默德·尤努斯
穆罕默德·尤努斯（羅馬化：Muhāmmôd Iunūs，發音：[ˈmuɦɐmːod ˈjunus]；1940年6月28日—），孟加拉国银行家、经济学家、諾貝爾和平獎得主、政治人物。作為經濟學教授，尤努斯發展了“小额贷款”和“微型金融”的時論和實踐，创建了孟加拉乡村银行（Grameen Bank，也译作格拉明银行），给贫穷而无法获得传统银行贷款的创业者贷款。2006年，诺贝尔奖委员会授予他与孟加拉乡村银行诺贝尔和平奖，表彰“他们从社会底层推动经济和社会发展的努力”。尤努斯也曾获得过包括世界粮食奖在内的多个国际荣誉。
2008年，他被外交政策杂志列为“世界百大思想者”，排名第二。尤努斯曾任联合国基金会委员。
2012年3月，孟加拉政府使尤努斯从孟加拉乡村银行的岗位上离职，声称他有违法行为，而且年龄不符合规定。尤努斯和孟加拉乡村银行对此决定提出上诉，认为此举有政治目的。3月8日，孟加拉的高等法院支持了该决定。同年成為格拉斯哥卡利多尼安大學的校監。
2024年1月1日，尤努斯遭法官以违反劳动法為由判处6个月有期徒刑。國際特赦組織表示對尤努斯的定罪是對司法系統的「公然濫用」。
2024年8月6日，孟加拉總統穆罕默德·謝哈布丁在孟加拉国公职配额改革运动中解散議會，並在時任總理謝赫·哈西娜辭職後根據學生團體的要求提名尤努斯擔任孟加拉國臨時政府的首脑。尤努斯接受提名，被任命为孟加拉国首席顧問（即临时政府总理），直至举行新的选举。

## 教育与早期經歷

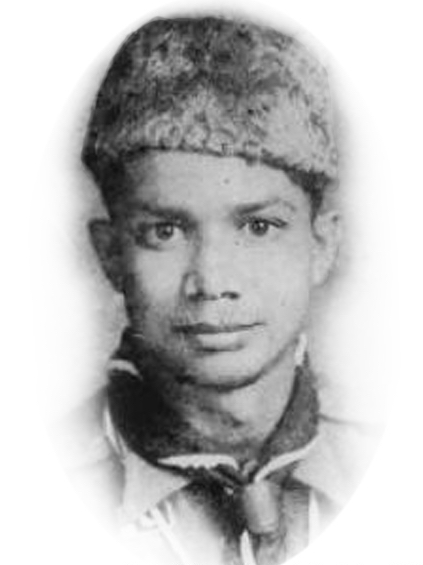
13岁的尤努斯穿着童子军制服 （摄于1953年）

尤努斯生于英属印度吉大港，並在吉大港高等学校和吉大港学院学习，在达卡大学完成学士和硕士学业。在富布赖特项目奖学金资助下，于1969年在美国的范德比尔特大学获得经济学博士学位。1969年至1972年在中田纳西州立大学任助理教授。之后回到孟加拉国的吉大港大学任经济学教授。
在1974年孟加拉国的大饥荒时，尤努斯首次投入到反贫困的事业中去。他发现，非常小额的贷款可以帮助贫穷的人们的生存能力显著的提高。此時他成立了「吉大港大學鄉村發展計劃」（CURDP）以進行研究。1974年時他成立了一個由地主提供農地，佃農提供勞力，尤努斯提供農具、肥料、種子的資金，收獲後由這三方共同分享的「三營農地計畫」（Three-Share Farm）。並在1977年被孟加拉政府批准作为引入项目。由於他的貢獻，他與他所成立的格拉明鄉村銀行共同獲得2006年諾貝爾和平獎，以表揚「他們（對）社會與民主的貢獻」。他是繼詩人泰戈爾與經濟學家阿马蒂亚·森後第三位獲得諾貝爾獎的孟加拉人，也是第一位獲得諾貝爾和平獎的孟加拉人。
他的第一筆借款（US$27）是來自他自己口袋的錢，借給在吉大港大學附近村落Jobra的作竹編家具婦女。她們向高貸款借錢來購買竹子。然後藉由賣家具給貸款人來還錢。這樣子的淨利只有5孟加拉塔卡（0.02美元），並無法維持她們的生活及家庭。而且，考慮到還款的風險，傳統銀行對借給窮人低利率的小額貸款並不感興趣。

## 建立孟加拉鄉村銀行

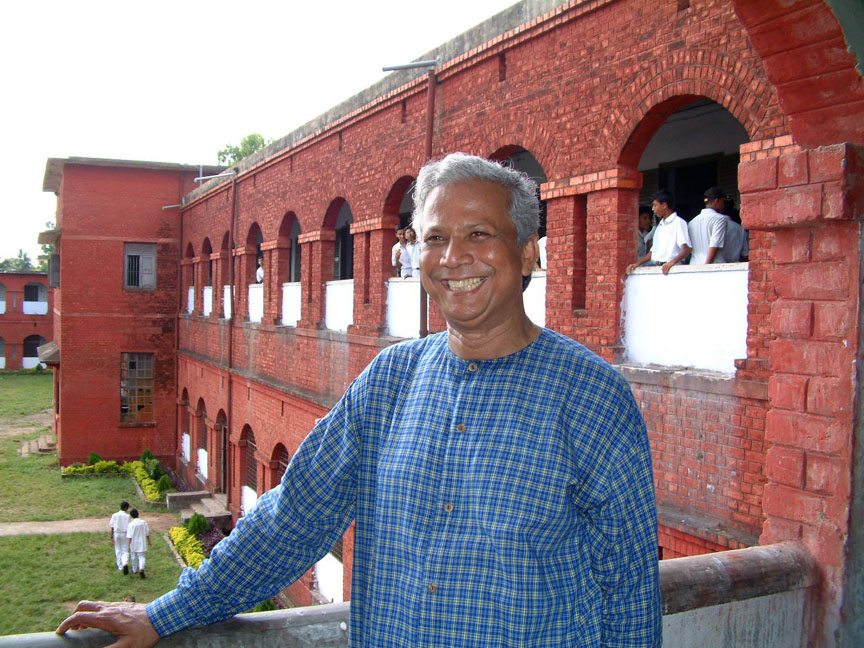
穆罕默德·尤纳斯访问吉大港高等学校, 于2003年。

1976年，尤努斯创建了孟加拉乡村银行（又名：格拉明乡村银行； 格拉明的意思為「鄉區的」、「村莊的」）以提供貸款給貧窮的孟加拉人。自成立以來，格拉明乡村银行已發放超過51億美元予530萬位客戶。為了確保還款，銀行使用「團結組」系統。這些非正式的小組一起申請貸款，由小組成員擔任聯合的還款保證人，並互相支持對方努力改善自己的經濟狀況。
隨着銀行的發展，格拉明乡村银行亦開發了其他為貧窮人士服務的信貸系統。除了微型貸款外，銀行還提供住屋貸款、為漁場、灌溉項目、高風險投資、紡織業、其他活動提供經費，同時亦提供其他銀行業務，如儲蓄。在2004年，超過6千6百萬人在這計劃下受惠。
格拉明鄉村銀行的成功模式激勵了其他發展中國家，甚至是已發展國家，如美國，進而發展出類似的成功經驗。這種微型貸款模式目前已經在23個國家中進行。其中，有許多微型貸款計畫特別偏重於貸款給女性，超過96%的格拉明貸款都是借給女性的，他們不均衡地遭受貧窮之苦，但同時也比男人奉獻更多的收入以供家庭所需。
尤努斯與格拉明鄉村銀行一起榮獲2006年諾貝爾和平奬，以「表揚他們在社會底層推動經濟和社會發展的努力」。

## 其他事業

### 鄉村電訊：電信拓荒者
尤努斯的電訊企業鄉村電訊是孟加拉最大的私人電信公司，擁有超過9百萬的連結。雖然它是一家商業公司，卻也增強了孟加拉的電信領域。

### Polli Phone：贫穷女性的真实朋友
此服務只在鄉村地區提供，並只供予貧窮女性用作通訊與經濟用途。

### 鄉村之星教育
這是一個能讓學生在目前有需要的部門選讀課程，也當作一個多層式市場推廣的重點。格拉明以這個方法防止外國的多層式市場推廣公司湧入孟加拉。

### 鄉村時尚
為了建立獨立自主的精神，尤努斯博士開創了穿本土服飾的潮流並且opened a small section. 他經常穿著鄉村時尚的衣服。現在成了整個孟加拉尤其是首都達卡內的各個階層人士最受歡迎的衣著潮流。

### 台灣尤努斯基金會
尤努斯亦於2014年授權蔡慧玲律師及王絹閔女士號召108先鋒天使參與公益計畫成立台灣尤努斯基金會，旨在台推廣格萊珉精神並透過社會型企業的推動達成三零任務（零淨碳排、零貧窮、零失業），該基金會在台灣推動14所大學成立尤努斯社會企業中心（Yunus Social Business Centre，簡稱YSBC）。

## 获奖情况
- 1978—孟加拉国总统奖
- 1984—菲律宾拉蒙·麦格塞塞奖
- 1985—孟加拉銀行獎
- 1994—世界糧食獎
- 1998—悉尼和平獎、英迪拉·甘地和平奖、阿斯图里亚斯亲王奖
- 2001—福岡亞洲文化大獎
- 2006—德蘭修女獎
- 2006—第八屆韓國和平奖
- 2006—诺贝尔和平奖，另一得獎者是孟加拉乡村银行
- 2010—美国国会金奖
- 2021—奥林匹克桂冠奖

## 获得諾貝爾和平獎
穆罕默德·尤努斯教授是孟加拉国首位获得这一殊荣的人士，也是历史上第三位孟加拉裔得奖者，首位是大诗人泰戈尔，第二位是阿马蒂亚·森教授。其他的获奖者有来自印度孟加拉邦（现今孟加拉）物理学家阿卜杜勒·薩拉姆。
在得知获奖的消息后尤努斯对挪威电视台说：“这对我们，对格拉明乡村银行、对于所有贫困的国家和那些世界上所有的穷人，都是最好的消息。”同时尤努斯还说：“全世界抗击贫困的战斗会将进一步升级，在世界大部分国家，这场战斗都将通过小额贷款的方式进行着。不应当有贫困，无论任何地方。”